# Powiat de Limanowa
Le powiat de Limanowa (en polonais, powiat limanowski) est un powiat appartenant à la voïvodie de Petite-Pologne dans le sud de la Pologne.

## Division administrative
Le powiat de Limanowa comprend 12 communes (gmina) :
- 2 communes urbaines : Limanowa et Mszana Dolna ;
- 10 communes rurales : Dobra, Jodłownik, Kamienica, Laskowa, Limanowa, Łukowica, Mszana Dolna, Niedźwiedź, Słopnice et Tymbark.